# 12437 Westlane
12437 Westlane eller 1996 BN6 är en asteroid i huvudbältet som upptäcktes den 18 januari 1996 av Spacewatch vid Kitt Peak-observatoriet. Den är uppkallad efter Westlane Secondary School.